# أدولف مولر (مصارع رياضي)
أدولف مولر هو مصارع رياضي سويسري، (ولد في سويسرا 1914 – 2005 م).

## وصلات خارجية
- أدولف مولر على موقع قاعدة بيانات المصارعة الدولية (الإنجليزية)
- أدولف مولر على موقع أوليمبيديا (الإنجليزية)